# Datazione per assorbimento del fluoro
La datazione per assorbimento del fluoro è una tecnica di cronologia relativa utilizzata per calcolare per quanto tempo un oggetto è rimasto sepolto sotto terra.
Il metodo si basa sul fatto che le acque sotterranee contengono ioni fluoruro. Oggetti come le ossa, quando si trovano nel suolo, tendono ad assorbire il fluoruro dall'acqua sotterranea. Dalla percentuale di fluoro assorbito è possibile dedurre il tempo di permanenza del reperto nel suolo.

## Principio di funzionamento
Gli ioni fluoruro mostrano una forte affinità per l'idrossiapatite di cui sono costituite le ossa, andando a formare fluoroapatite, secondo la seguente reazione:
3Ca3(PO4)2 x Ca(OH)2 +2F → 3Ca3(PO4)2 x CaF2 + 3(OH–)2,
La massima quantità di fluoro che riesce a fissarsi nelle ossa è del 3,8%.

## Limiti del metodo
Non è possibile applicare questo metodo alla datazione assoluta dei resti osteologici, perché la quantità di fluoroapatite che si forma è significativamente influenzata dalle condizioni di fossilizzazione. I reperti tendono ad accumulare il fluoruro con velocità di assorbimento differenti;  anche la decomposizione avviene con tempistiche diverse nei vari siti. Per questo nella moderna paleoantropologia, la tecnica dell'assorbimento del fluoro viene utilizzata esclusivamente per comparare il tasso di fluorizzazione di ossa appartenenti a uno stesso sito.
Il metodo non risulta affidabile in suoli che siano estremamente ricchi di fluoro o dove la temperatura è piuttosto elevata o presenta marcate escursioni; per questo motivo le condizioni di osteomineralizzazione presenti nelle aree tropicali non sono adatte all'applicazione di questo metodo, in quanto sarebbero affette da un elevato margine di errore.
Per ovviare a queste limitazioni, in alcune applicazioni la quantità di fluoro e uranio contenuta nelle ossa viene comparata con i risultati della datazione con azoto, per ottenere stime più accurate dei reperti. Le ossa più vecchie tendono infatti ad avere un accumulo di fluoro e uranio e una diminuzione dell'azoto.
Nel 1953 il metodo fu usato con successo per rivelare che i resti del cosiddetto Uomo di Piltdown era stati assemblati assieme circa 50 anni dopo la sua escavazione dal sottosuolo.